# توم جونسون (لاعب هوكي الجليد)
توم جونسون (بالإنجليزية: Tom Johnson)‏ (و. 1928 – 2007 م) هو لاعب هوكي الجليد كندي، مركز لعبه هو مدافع ‏، توفي في فالموث، عن عمر يناهز 79 عاماً.
.

## جوائز
حصل على جوائز منها:
- كأس ستانلي.

## روابط خارجية
- توم جونسون على موقع دوري الهوكي الوطني (الإنجليزية)
- توم جونسون على موقع HockeyDB.com (الإنجليزية)
- توم جونسون على موقع Hockey-Reference.com (الإنجليزية)